# Doljevac (općina)
Doljevac (općina) (ćirilično: Општина Дољевац) je općina u Nišavskom okrugu u Srbiji. Središte općine je grad Doljevac.

## Stanovništvo
Prema popisu stanovništva iz 2002. godine općina je imala 19.561 stanovnika.
| broj stanovnika | 17641 | 18825 | 19860 | 20228 | 20663 | 20662 | 19561 |
|                 | 1948. | 1953. | 1961. | 1971. | 1981. | 1991. | 2001. |

## Administrativna podjela
Općina Doljevac podjeljena je na 16 naselja jedan grad i 15 naselja.

### Gradovi
- Doljevac,

### Naselja
| - Belotinac - Klisura - Knežica - Kočane - Malošište - Mekiš - Orljane - Perutina | - Pukovac - Rusna - Ćurlina - Čapljinac - Čečina - Šajinovac - Šarlince |